# Einquartierung

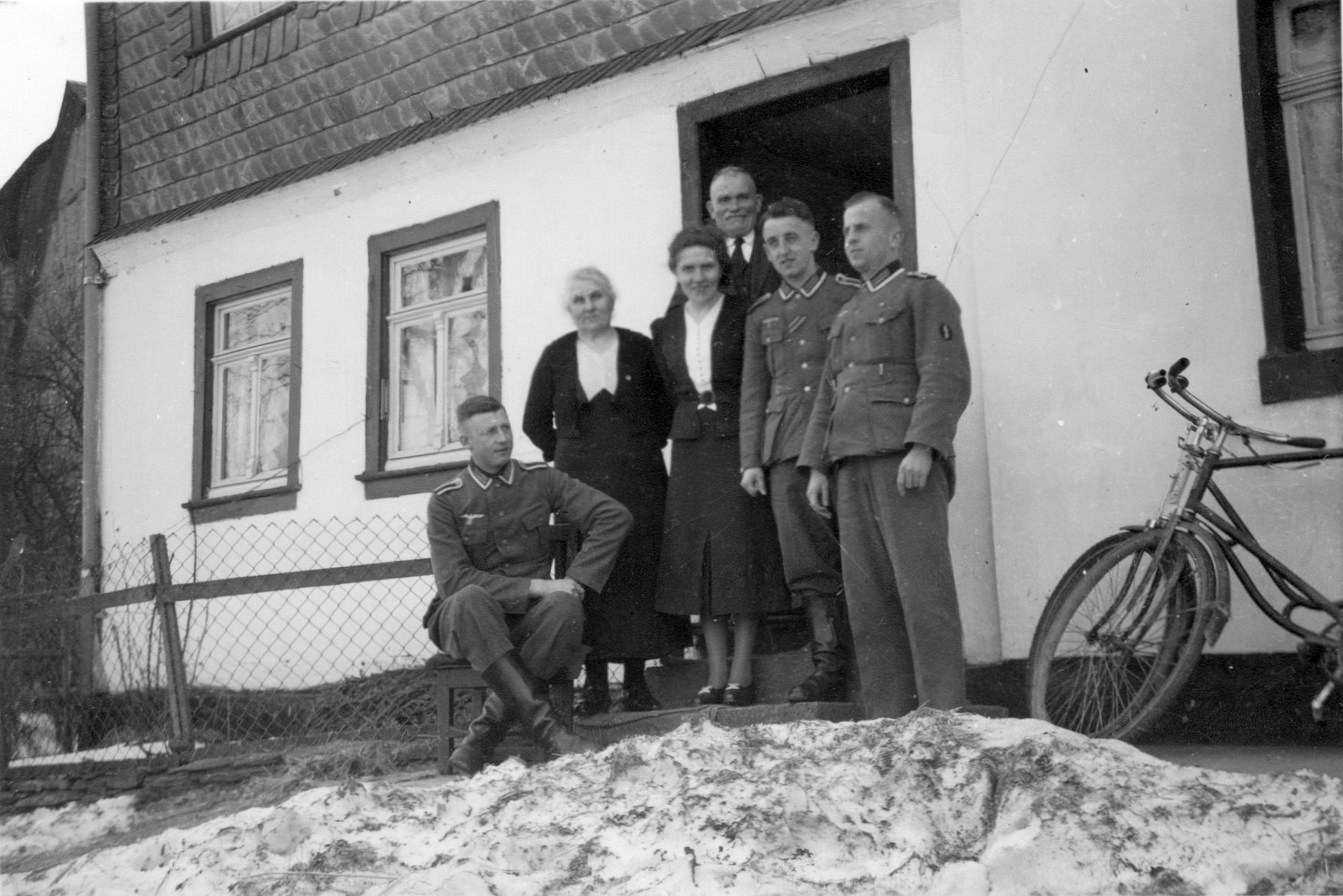
Einquartierung im Hunsrück (1940)

Unter Einquartierung, zumeist im Kriegsfall, versteht man, im Gegensatz zur Unterbringung von Militärpersonen in Kasernen oder im Bürgerquartier, die Zuweisung und Aufnahme in Quartiere. Diese Unterkünfte sind zivile Wohnbereiche, die aufgrund gesetzlicher Verordnungen oder ungesetzlicher Beschlagnahme von den Bürgern durch Militärangehörige requiriert werden. Das Wort wird auch umgangssprachlich für die einquartierten Soldaten selbst oder auch für freiwillig bereitgestellte Schlafplätze von Gästen bei Großveranstaltungen wie Kirchentagen oder Katholikentagen gebraucht.

## Geschichte

David Hess: Einquartierung in der Stadt, Schweiz, 1798–1803

David Hess: Einquartierung auf dem Lande, Schweiz, 1798–1803

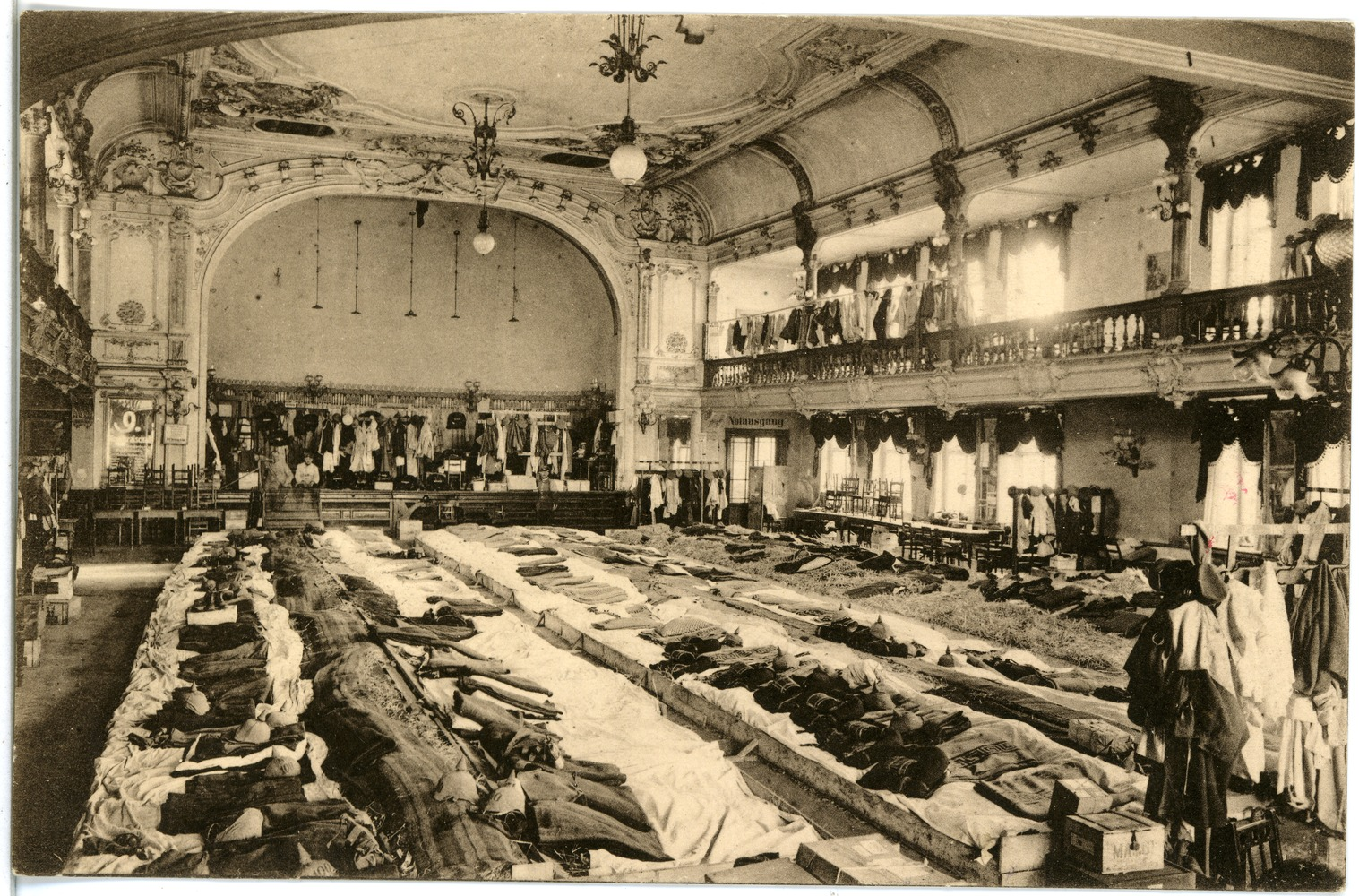
Einquartierung im Hotel Goldene Sonne, Meißen, Saal im Kriegsjahr 1915

### Frankreich
Die Einquartierung ist einer der Gegenstände des öffentlichen Rechts, der im Laufe der Zeit eine ganz verschiedene Richtung erhalten hat. Das ältere Staatsrecht nahm an, dass es zur Pflicht der Untertanen gehöre, den im Sold des Landesherrn stehenden Kriegsleuten auf Märschen und im Winter Unterkunft zu geben. In Frankreich erschien darüber unter Ludwig XII. 1514 eine Verordnung und unter Ludwig XIV. 1665 eine Ordonnanz, in der die Quartier- und Verpflegungsverhältnisse geregelt werden. Auch der Große Kurfürst von Brandenburg gab darüber ein Edikt heraus. Während der Französischen Revolution aber wurde durch das Gesetz vom 8. Juli 1791 diese Verbindlichkeit der Staatsbürger angesichts der stehenden Besatzungen ganz aufgehoben und auf die im Marsch befindlichen Truppen beschränkt. Auch wurde dabei die Einquartierungsfreiheit des Adels und anderer Klassen abgeschafft.

### Deutschland
In Deutschland waren diese Verhältnisse durch die doppelte Staatshoheit des Kaisers und Reiches und der Landesherren sowie durch die besonderen Pflichten der Reichsstädte gegenüber dem Kaiser sehr verwickelt. Sie wurden es noch mehr, als Wallenstein im Dreißigjährigen Krieg das System der Requisitionen benutzte, mit dessen Hilfe er sein Heer auf Kosten nicht nur der feindlichen Länder, sondern auch der Verbündeten des Kaisers versorgte. Infolge der Beschwerden wurde im Prager Frieden von 1635, im Westfälischen Frieden von 1648 und in der Wahlkapitulation von 1658 gegen diese Belastungen der reichsständischen Länder Fürsorge getroffen.
Das Einquartierungswesen kam erneut während des Siebenjährigen Krieges auf, wichtiger wurde es jedoch, als durch die Koalitionen gegen Frankreich französische Heere nach und nach alle deutschen Länder überschwemmten und von diesen, in feindlichen wie in verbündeten Staaten, ihren vollständigen Unterhalt und zuweilen noch mehr verlangten. Man hatte sich daran gewöhnt, die Einquartierung als eine auf den Wohnhäusern ruhende Reallast anzusehen und blieb diesem Grundsatz auch treu, als zu jenen einfachen Leistungen noch die kostspielige Verpflegung fremder Soldaten hinzukam.
Im Deutschen Reich schließlich waren die meisten Truppen kaserniert, eine Einquartierung für diese war nicht notwendig. Wo stehende Truppen nicht kaserniert waren, wurden sie mietweise auf Staatskosten untergebracht, aber nicht zum Nachteil des Einzelnen einquartiert. Die Höhe der Entschädigung richtete sich nach dem Reichsgesetz vom 3. August 1878 nach Rangklassen der Einquartierten und nach absteigenden Klassen der Ortschaften (Berlin und fünf andere Klassen). Z.B. Berlin für die Generale im Wintermonat 127,80 Mark, im Sommermonat 91,20 Mark, in einem Ort 5. Klasse 57,90 Mark und 41,10 Mark; für einen Feldwebel 24,60 Mark und 17,40 Mark oder 10,20 Mark und 7,50 Mark. Für jeden einzelnen Ort war festgelegt, zu welcher Klasse er gehörte. Alle fünf Jahre fand dazu eine Revision statt.
In der heutigen Bundesrepublik wird die Einquartierung für den Verteidigungsfall durch das Bundesleistungsgesetz (BLG) geregelt.

### Vereinigte Staaten von Amerika
Im 3. Zusatzartikel zur Verfassung der Vereinigten Staaten wurde die Einquartierung geregelt, nachdem der britische Quartering Act die amerikanischen Kolonisten zum Beherbergen und Versorgen von britischen Soldaten verpflichtete.

### Einquartierungsprozess
Die Einquartierung bestand nach den älteren Rechtsgepflogenheiten nur in dem Hergeben der Wohnung und der Teilnahme der gemeinen Soldaten an Licht und Feuerung des Haushalts. Quartiermacher (Fouriere) gingen ihrem Truppenteil (Kompanie, Bataillon usw.) gewöhnlich einen Tagesmarsch voraus, um mit den Ortsbehörden die Unterbringung der Truppen zu regeln und die Quartiere auf Tauglichkeit zu prüfen. Die einrückenden Truppen erhielten Quartierzettel auf die einzelnen Häuser und wurden entweder von den Wirten oder durch Lieferung von Lebensmitteln durch den Truppenteil verpflegt. Das abgekürzte Verfahren bestand im Überweisen von Ortsabschnitten an einzelne Truppenteile und von Straßen und Häusern an deren einzelne Abteilungen.
Der Umfang der zu fordernden Quartierleistungen wurde durch Kataster (so genannte Einquartierungskataster) bestimmt, die alle zur Einquartierung benutzbaren Gebäude mit Angabe ihrer Leistungsfähigkeit enthalten und von dem Gemeindevorstand oder von einer unterstützenden Einrichtung (Servisdeputation) aufgestellt, dann öffentlich ausgelegt und nach Erledigung der Reklamation festgestellt werden. Die Grundsätze über die Verteilung der Quartierleistungen auf den Kreis werden durch eine Kommission geregelt, die aus dem Landrat und zwei Mitgliedern der Kreisversammlung besteht; die Grundsätze über die Verteilung der Einquartierung in jedem Gemeindebezirk werden durch Gemeindebeschluss oder Ortsstatut bestimmt.
In Frankreich wurde in den Hugenottenkriegen des 17. Jahrhunderts der Begriff der gefürchteten Dragonaden geprägt.